# Erzincan (tartomány)
Erzincan tartomány Törökország egyik tartománya a Kelet-anatóliai régióban, székhelye Erzincan városa. Északon Giresun, Gümüşhane és Bayburt, keleten Erzurum, nyugaton Sivas, délnyugaton Malatya, délen Tunceli, délkeleten Bingöl határolja.

## Körzetei
A tartomány kilenc körzetből áll: Çayırlı, Erzincan, İliç, Kemah, Kemaliye, Otlukbeli, Refahiye, Tercan, Üzümlü.

## Történelem
Már a hettiták idején lakott terület, illetve 1071-1252 között a Mengücoğullar dinasztia központja volt ez a terület. Az Oszmán Birodalom része 1514 óta, az első világháborúban, 1916 júniusától orosz megszállás alá került 19 hónapra. A környék hírhedt a földrengésekről, így 1939. december 27-én egy 7,9-es erejű földrengés az egész tartományi székhelyet lerombolta, a történelmi emlékeivel együtt.

## Földrajz
A tartomány területének többsége 3000 m fölötti magasságban fekszik, csak a Karasu folyó völgye fekszik mélyebben (~ 1000 m), erre halad a vasútvonal is. Szélsőségesen szárazföldi éghajlat a jellemző kevés csapadékkal, emiatt is Törökország ritkán lakott vidékeinek egyike.

## Látnivalók
- Kemah: i. e. III. sz. romos vár
- Üzümlü: vármaradvány, illetve régészeti szempontból fontos az un. „urartui emlékek”